# The Scarlet Tour
El The Scarlet Tour es la segunda gira de conciertos de la cantante Doja Cat en apoyo a su cuarto álbum de estudio. Las teloneras son las raperas Ice Spice y Doechii. Esta programada para empezar el 31 de octubre de 2023 en San Francisco y finalizar el 13 de diciembre de 2023 en Chicago. La gira visitará 24 ciudades de Norteamérica incluyendo grandes escenarios como el Kaseya Center y el Barclays Center.

## Antecedentes
Luego del lanzamiento del primer sencillo de su cuarto álbum «Attention», Doja anunció el 23 de junio de 2023 a través de sus redes sociales su siguiente gira, siendo su primera a realizarse en arenas. Posterior a la cancelación de la gira Hot Pink Tour producto de la pandemia de Covid-19 y a la no realización de una para su tercer álbum Planet Her, junto a la cancelación de su participación en la gira de The Weeknd, The After Hours Tour (2022), por una cirugía en las amígdalas, The Scarlet Tour vendría a ser la primera gira de la cantante desde el Amala Tour del 2018.
Con su nombre nos introduce al alter ego presentado por la rapera en el video musical de Atention, Scarlet, quien será la cara visible de la artista durante la era.

## Repertorio
La siguiente lista de canciones se obtiene del show del 31 de octubre de 2023 en San Francisco. No pretende representar todas las fechas a lo largo de la gira.
1. "WYM Freestyle"
2. "Demons"
3. "Tia Tamera"
4. "Shutcho"
5. "Agora Hills"
6. "Attention"
7. "Often"
8. "Red Room" (Hiatus Kaiyote cover)
9. "Balut"
10. "Gun"
11. "Ain't Sh*t"
12. "Woman"
13. "Say So"
14. "Get Into It (Yuh)"
15. "Need to Know"
16. "Kiss Me More"
17. "Paint the Town Red"
18. "Streets"
19. "Candy"
20. "F*ck the Girls (FTG)"
21. "97"
22. "Can't Wait"
23. "Go Off"
24. "Ouchies"

Encore
1. "Wet V*gina"

## Fechas
| Fecha                   | Ciudad         | País           | Recinto                          | Telonero         | Asistencia        | Recaudación  |
| Norteamérica            | Norteamérica   | Norteamérica   | Norteamérica                     | Norteamérica     | Norteamérica      | Norteamérica |
| ----------------------- | -------------- | -------------- | -------------------------------- | ---------------- | ----------------- | ------------ |
| 31 de octubre de 2023   | San Francisco  | Estados Unidos | Chase Center                     | Doechii          | 13,005 / 13,005   | $1,779,450   |
| 2 de noviembre de 2023  | Los Ángeles    | Estados Unidos | Crypto.com Arena                 | Doechii          | 13,644 / 13,644   | $1,772,191   |
| 3 de noviembre de 2023  | Las Vegas      | Estados Unidos | T-Mobile Arena                   | Doechii          | 14,342 / 14,342   | $1,353,660   |
| 5 de noviembre de 2023  | San Diego      | Estados Unidos | Viejas Arena                     | Doechii          | 8,371 / 8,371     | $1,116,424   |
| 6 de noviembre de 2023  | Anaheim        | Estados Unidos | Honda Center                     | Doechii          | 12,352 / 12,352   | $1,735,191   |
| 8 de noviembre de 2023  | Phoenix        | Estados Unidos | Footprint Center                 | Doechii          | 11,811 / 11,811   | $1,824,572   |
| 10 de noviembre de 2023 | Denver         | Estados Unidos | Ball Arena                       | Doechii          | 12,369 / 12,369   | $1,223,789   |
| 13 de noviembre de 2023 | Austin         | Estados Unidos | Moody Center                     | Doechii          | 11,433 / 11,433   | $1,599,569   |
| 15 de noviembre de 2023 | Houston        | Estados Unidos | Toyota Center                    | Doechii          | 11,771 / 11,771   | $1,256,774   |
| 16 de noviembre de 2023 | Dallas         | Estados Unidos | American Airlines Center         | Doechii          | 12,570 / 12,570   | $1,819,715   |
| 19 de noviembre de 2023 | Atlanta        | Estados Unidos | State Farm Arena                 | Doechii          | 11,763 / 11,763   | $1,646,469   |
| 21 de noviembre de 2023 | Miami          | Estados Unidos | Kaseya Center                    | Ice Spice        | 12,177 / 12,177   | $1,362,015   |
| 24 de noviembre de 2023 | Tampa          | Estados Unidos | Amalie Arena                     | Doechii          | 12,346 / 12,346   | $1,533,078   |
| 26 de noviembre de 2023 | Charlotte      | Estados Unidos | Spectrum Center                  | Ice Spice        | 12,753 / 12,753   | $1,396,556   |
| 27 de noviembre de 2023 | Washington D.C | Estados Unidos | Capital One Arena                | Ice Spice        | 13,656 / 13,656   | $2,022,106   |
| 29 de noviembre de 2023 | Brooklyn       | Estados Unidos | Barclays Center                  | Ice Spice        | 14,199 / 14,199   | $2,069,068   |
| 30 de noviembre de 2023 | Newark         | Estados Unidos | Prudential Center                | Ice Spice        | 11,389 / 11,389   | $1,596,522   |
| 2 de diciembre de 2023  | Boston         | Estados Unidos | TD Garden                        | Ice Spice        | 12,950 / 12,950   | $2,050,960   |
| 4 de diciembre de 2023  | Columbus       | Estados Unidos | Nationwide Arena                 | Ice Spice        | 10,149 / 11,625   | $1,068,559   |
| 7 de diciembre de 2023  | Minneapolis    | Estados Unidos | Target Center                    | Ice Spice        | 11,438 / 11,768   | $1,111,014   |
| 8 de diciembre de 2023  | Omaha          | Estados Unidos | CHI Health Center                | Ice Spice        | 12,674 / 13,642   | $1,124,987   |
| 10 de diciembre de 2023 | Detroit        | Estados Unidos | Little Caesars Arena             | Ice Spice        | 12,356 / 12,356   | $1,149,867   |
| 11 de diciembre de 2023 | Toronto        | Canadá         | Scotiabank Arena                 | Ice Spice        | 14,668 / 14,668   | $1,621,802   |
| 13 de diciembre de 2023 | Chicago        | Estados Unidos | United Center                    | Ice Spice        | 13,198 / 13,198   | $2,083,441   |
| Europa                  |                |                |                                  |                  |                   |              |
| 9 de junio de 2024      | Manchester     | Inglaterra     | Heaton Park                      | Festival         | Festival          | Festival     |
| 11 de junio de 2024     | Glasgow        | Escocia        | OVO Hydro                        | Hemlocke Springs | 8,851 / 12,126    | $950,401     |
| 12 de junio de 2024     | Birmingham     | Inglaterra     | Resorts World Arena              | Hemlocke Springs | 10,965 / 12,191   | $1,204,629   |
| 14 de junio de 2024     | Londres        | Inglaterra     | The O2 Arena                     | Hemlocke Springs | —                 | —            |
| 15 de junio de 2024     | Newcastle      | Inglaterra     | Utilita Arena                    | Hemlocke Springs | ―                 | ―            |
| 17 de junio de 2024     | Londres        | Inglaterra     | The O2 Arena                     | Hemlocke Springs | ―                 | ―            |
| 19 de junio de 2024     | Ámsterdam      | Países Bajos   | Ziggo Dome                       | Hemlocke Springs | ―                 | ―            |
| 21 de junio de 2024     | París          | Francia        | Accor Arena                      | Hemlocke Springs | 15,126 / 15,903   | $1,282,000   |
| 23 de junio de 2024     | Lisboa         | Portugal       | Tagus International Natural Park | Festival         | Festival          | Festival     |
| 27 de junio de 2024     | Milán          | Italia         | Ippodromo Snai                   | Festival         | Festival          | Festival     |
| 30 de junio de 2024     | Dublin         | Irlanda        | Marlay Park                      | Festival         | Festival          | Festival     |
| 3 de julio de 2024      | Roskilde       | Dinamarca      | Dyrskuepladsen                   | Festival         | Festival          | Festival     |
| 5 de julio de 2024      | Gdynia         | Polonia        | Gdynia-Kosakowo Airport          | Festival         | Festival          | Festival     |
| 10 de julio de 2024     | Tønsberg       | Noruega        | Tønsberg Sentrum                 | Festival         | Festival          | Festival     |
| 12 de julio de 2024     | Lieja          | Bélgica        | Astrid Park                      | Festival         | Festival          | Festival     |
| 14 de julio de 2024     | Londres        | Inglaterra     | Finsbury Park                    | Festival         | Festival          | Festival     |
| Total                   | Total          | Total          | Total                            | Total            | 332,326 / 340,378 | $40,754,809  |